# Avéron-Bergelle
Avéron-Bergelle è un comune francese di 164 abitanti situato nel dipartimento del Gers nella regione dell'Occitania.

## Società

### Evoluzione demografica
Abitanti censiti